# Platinum Dunes
Platinum Dunes – spółka produkcyjna założona w listopadzie 2001 roku przez trójkę filmowców: Michaela Baya, Brada Fullera i Andrew Forma. Siedziba dowództwa spółki znajduje się w Los Angeles w stanie Kalifornia. Firma specjalizuje się w tworzeniu horrorów, zwłaszcza remake’ów lub rebootów. Jej stałymi współpracownikami są Steve Jablonsky, kompozytor muzyki filmowej, oraz Marcus Nispel, reżyser.
Oficjalna strona internetowa Platinum Dunes jest częścią serwisu Bloody Disgusting.

## Filmografia
- Teksańska masakra piłą mechaniczną (The Texas Chainsaw Massacre, 2003), reż. Marcus Nispel
- Amityville (The Amityville Horror, 2005), reż. Andrew Douglas
- Teksańska masakra piłą mechaniczną: Początek (The Texas Chainsaw Massacre: The Beginning, 2006), reż. Jonathan Liebesman
- Autostopowicz (The Hitcher, 2007), reż. Dave Meyers
- Nienarodzony (Unborn, 2009), reż. David S. Goyer
- Piątek, trzynastego (Friday the 13th, 2009), reż. Marcus Nispel
- Horsemen – jeźdźcy Apokalipsy (The Horsemen, 2009), reż. Jonas Åkerlund
- Koszmar z ulicy Wiązów (A Nightmare on Elm Street, 2010), reż. Samuel Bayer
- The Butcherhouse Chronicles (2012)
- Pain and Gain (2013)
- Ninja Turtles (2014)

## Dochody kinowe
| Rok  | Film                                         | Dochód domowy (USA) | Dochód zagraniczny (poza granicami USA) | Dochód kompletny | Budżet filmu | Przypis |
| ---- | -------------------------------------------- | ------------------- | --------------------------------------- | ---------------- | ------------ | ------- |
| 2003 | Teksańska masakra piłą mechaniczną           | $80,571,655         | $26,500,000                             | $107,071,655     | $9.5         | [ 2 ]   |
| 2005 | Amityville                                   | $65,233,369         | $42,813,762                             | $108,047,131     | $19          | [ 3 ]   |
| 2006 | Teksańska masakra piłą mechaniczną: Początek | $39,517,763         | $12,246,643                             | $51,764,406      | $16          | [ 4 ]   |
| 2007 | Autostopowicz                                | $16,472,961         | $8,926,984                              | $25,399,945      | $10          | [ 5 ]   |
| 2009 | Nienarodzony                                 | $42,670,410         | $29,622,387                             | $72,292,797      | $16          | [ 6 ]   |
| 2009 | Piątek, trzynastego                          | $65,002,019         | $26,377,032                             | $91,379,051      | $19          | [ 7 ]   |
| 2010 | Koszmar z ulicy Wiązów                       | $63,075,011         | $52,512,073                             | $115,587,084     | $35          | [ 8 ]   |